# Dakota Kai
Cheree Georgina Crowley (Auckland, 6 de mayo de 1988) es una luchadora profesional neozelandesa. Es conocida por su paso en la empresa estadounidense WWE, donde se presentaba bajo el nombre de Dakota Kai. Entre sus logros, destaca dos reinados como Campeona Femenina en Parejas junto a Iyo Sky, dos reinados y la ganadora inaugural de los Campeonatos Femeninos en Parejas de NXT con Raquel González, y una victoria como ganadora del Dusty Rhodes Tag Team Team Classic Femenino junto a esta última.
Antes de unirse a WWE, fue conocida en la escena independiente como Evie. Entre las promociones más destacadas en las que luchó durante dicha etapa, se encuentran Shimmer Women Athletes, Shine Wrestling, y Pro Wrestling Alliance.

## Primeros años
Cheree Crowley nació en la ciudad de Auckland, una de las grandes ciudades de su natal Nueva Zelanda. 
Crowley posee ascendencia samoana debido a que su madre es originaria del pueblo de Lepea en la isla de Upolu en Samoa y ascendencia irlandesa debido a que su padre es originario de Irlanda.Tiene dos hermanos menores, su hermana Nyrene es una artista marcial mixta. y su hermano Earl es un DJ en Nueva Zelanda. Su abuelo Pat Crowley representó a Nueva Zelanda en Rugby como miembro de los All Blacks en 1949 y 1950.

## Carrera

### Promociones independientes en Oceanía (2007-2016)
Evie hizo su debut de lucha profesional en diciembre de 2007 para la compañía Impact Pro Wrestling en Auckland.
En septiembre de 2011, debutó en Sídney, Australia, en la Pro Wrestling Alliance con sede en Australia, para su programa anual, donde derrotó a Kellie Skater. En agosto de 2012, Evie se convirtió en la primera campeona de las mujeres del Impact Pro Wrestling en Nueva Zelanda, derrotando a Britenay y Megan-Kate en una pelea de lucha libre profesional. Una semana más tarde, ganó el campeonato provisional de la PWWA al derrotar a Billie Kay en las finales. Ella conservó el título durante su primera defensa contra Kellie Skater el 6 de octubre.

### Promociones independientes estadounidenses (2013-2016)

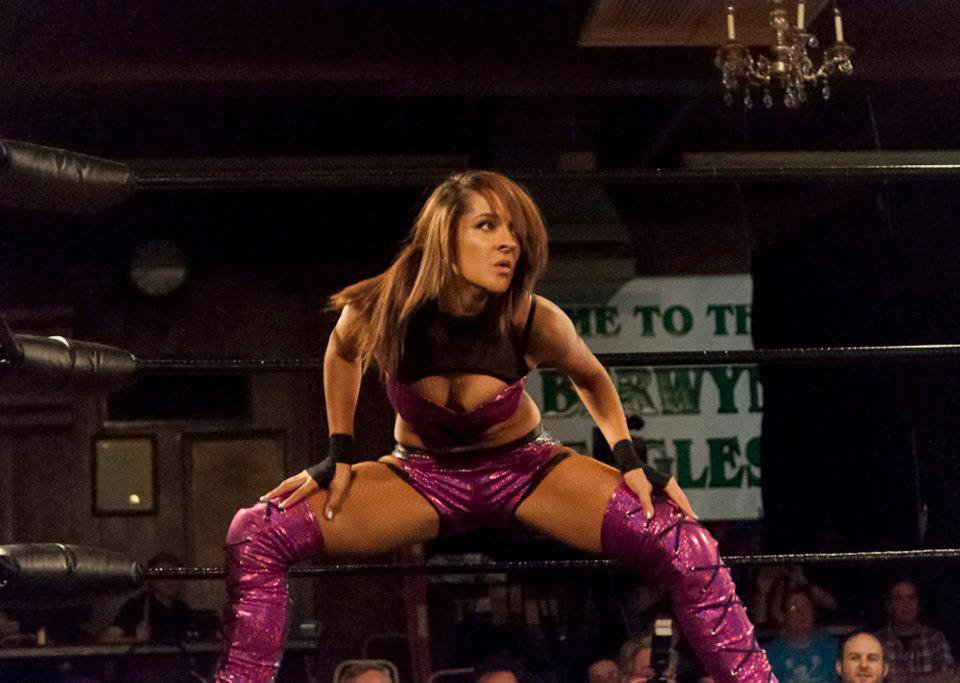
Evie luchando para Shimmer Women Athletes en abril de 2013.

Evie hizo su debut para la promoción estadounidense femenina Shimmer Women Athletes en el volumen 53 el 6 de abril de 2013, participando en una lucha fatal 5 esquinas, la cual perdió contra Christina Von Eerie y también Incluidos Yuu Yamagata, Kalamity y Rhia O'Reilly. En el Volumen 54, Evie derrotó Kimber Lee para ganar su primera victoria para la promoción, pero fue derrotada por Mia Yim al día siguiente en Volumen 56.
El 19 de abril, Evie hizo su debut para Shine Wrestling en SHINE 9, siendo derrotada por Mercedes Martínez.
Después de que Impact Pro Wrestling volviera después de unos meses de despegarse a mediados de 2013, todos los titulares anteriores del título fueron despojados de sus campeonatos. Evie ganó el IPW Women's Championship en diciembre de 2013 y se alineó con un nuevo equipo femenino llamado "The Investment".
Evie comenzó el año 2014 en Japón trabajando con un contrato de tres meses que le fue otorgado a través de Zero1 Pro Wrestling Australia. Ella fue la primera mujer en recibir este tipo de contrato. Compitió con la promoción DIANA. Durante su estancia, Evie también se asoció con Madison Eagles en un esfuerzo perdedor contra Global Green Gangsters (Kellie Skater y Tomoka Nakagawa) para el Shimmer Tag Team Championship como parte de la Joshi4Hope show.
En abril, ella viajó de nuevo a los Estados Unidos, comenzando su segunda gira en Nueva Orleans, Luisiana. Compitió en un esfuerzo perdido contra Hikaru Shida en Shimmer Volumen 62. En los Volúmenes 63 y 64, Evie derrotó Rhia O'Reilly y Nicole Matthews, respectivamente.
En el SHINE 18 iPPV el 20 de abril, Kellie Skater y Evie perdieron ante Las Lucha Sisters (Leva Bates y Mia Yim), por el Shine Tag Team Championship.

### World Wonder Ring Stardom (2015-2016)
El 6 de diciembre de 2015, Evie hizo su debut para la promoción japonesa World Wonder Ring Stardom. En su primera lucha ganó el Artist of Stardom Championship al lado de Hiroyo Matsumoto y Kellie Skater. Sin embargo perdieron el título ante Io Shirai, Kairi Hojo y Mayu Iwatani, en su tercera defensa el 28 de febrero de 2016.

### WWE (2015–2022)

#### Primeras apariciones (2015-2017)
Con el nombre de Evie, Crowley debutó en el episodio del 14 de octubre de 2015 de WWE NXT donde fue derrotada por Nia Jax. El 15 de diciembre de 2016, Crowley firmó un contrato con WWE, y unos pocos meses después se anunció como participante en el próximo WWE Mae Young Classic bajo el nombre de Dakota Kai. Kai entró al torneo el 13 de julio, derrotando a Kavita Devi en la primera ronda, y a Rhea Ripley en la segunda ronda, antes de ser eliminada en los cuartos de final por Kairi Sane.

#### Inicios en NXT (2017-2020)
En el episodio del 25 de octubre de 2017 de WWE NXT, Kai hizo su regreso en una batalla real, donde fue eliminada por Sage Beckett. El 14 de marzo de 2018 en NXT, Kai logró primera victoria televisada cuando derrotó a Lacey Evans. El mes siguiente, Kai hizo aparición en Wrestlemania 34, compitiendo junto con otras mujeres de NXT en la Battle Royal Femenina, convirtiéndose en la primera mujer de Nueva Zelanda en competir en un WrestleMania. Kai también participó en un torneo en el WrestleMania Axxess donde la ganadora iría contra la Campeona Femenina de NXT, pero finalmente fue derrotada por Shayna Baszler. En mayo, Kai obtuvo otra oportunidad por el Campeonato Femenino de NXT, pero una vez más no tuvo éxito en ganarlo. A lo largo del resto del año, Kai continuaría competiendo en luchas normales, consiguiendo varias victorias y derrotas contra competidoras como Santana Garrett, Bianca Belair, Lacey Evans, y Aliyah. 
Después de unos meses, Kai regresó en NXT TakeOver: WarGames II donde junto con Io Shirai ayudaron a Kairi Sane contra Shayna Baszler, Jessamyn Duke y Marina Shafir. En paralelo a sus actividades en NXT, Kai también aparecía esporádicamente en el recién creado NXT UK. El 28 de octubre en un Dark Match en WWE Evolution, Kai luchó contra Rhea Ripley por el NXT UK Women's Championship pero fue derrotada. Antes de su lucha titular, Kai participó en un torneo en el verano (se emitió en noviembre) por el Campeonato Vacante, donde derrotó a Nina Samuels en la primera ronda pero fue eliminada en Semifinales por la eventual ganadora Rhea Ripley. En un House Show el 7 de diciembre, Dakota se lesionó la rodilla lo que la mantendría alejada de los cuadriláteros por un tiempo.
El 25 de septiembre de 2019 en NXT, hizo su regreso derrotando a Taynara Conti, posteriormente Kai uniría fuerzas con Tegan Nox para formar la dupla conocida como  "Team Kick", ambas conseguirían una oportunidad titular ante "The Kabuki Warriors" (Kairi Sane y Asuka) después de derrotar a Marina Shafir y Jessamyn Duke. El 30 de octubre en NXT, Kai y Nox saldrían derrotadas por las niponas en la primera defensa de dichas preseas en la marca amarilla, sin embargo en breve serían atacadas por Shayna Baszler, Shafir, Duke, BelAir e Io Shirai y a la vez saldrían en su defensa Rhea Ripley y Candice LeRae, posteriormente William Regal confirmaría la celebración del primer WarGames entre mujeres. La semana siguiente Ripley seleccionaría a la última integrante de su equipo para WarGames, para esto Kai enfrentaría a Baszler para demostrarle su valía a la capitana, sin embargo saldría derrotada y al finalizar sería víctima de un ataque perpetuado por la misma Baszler, Shafir y Duke,  posteriormente fue rescatada por Ripley, Nox y Mia Yim, siendo esta última la elegida por Rhea para completar el cuarteto, dejando a un lado a Dakota.
Kai debutó en el roster principal el 15 de octubre en SmackDown como parte de la guerra de marcas, ahí junto a Tegan, Yim y Ripley enfrentó a Nikki Cross, Sasha Banks, Carmella y Dana Brooke, saliendo derrotadas después de que Cross le aplicará el "The Purge" y posteriormente la cubriera. Finalmente el 23 de noviembre en WarGames, misteriosamente alguien atacó a Mia Yim antes de su lucha como parte del Team Ripley, así que Dakota fue seleccionada para sustituirla, durante la lucha antes de salir hacia el ring atacó a su compañera de equipo Tegan Nox, cambiando a Heel, revelándose también que ella fue quien había atacado a Mia en backstage para sabotear a Rhea. Las siguientes semanas tendría encuentros sin resultados con las integrantes del Team Ripley, iniciando una rivalidad principalmente con Yim. Iniciando el 2020, apareció en Worlds Collide II, donde fue atacada por Tegan Nox, provocando que tuvieran un combate en el NXT del 29 de enero, pactándose un Street Fight Match en NXT TakeOver:Portland. Participó en el Women's Royal Rumble Match de Royal Rumble entrando de #15, sin embargo fue eliminada por Chelsea Green.

#### Historia con Raquel (2020-2022)
El 16 de febrero en NXT TakeOver:Portland logró derrotar a Nox con la ayuda de la debutante Raquel González formándose una alianza entre ambas. En el NXT del 4 de marzo se enfrentó a Tegan en una Steel Cage Match, derrotándola y culminando así su feudo. En el NXT del 11 de marzo fue derrotada por Mia Yim en un combate para clasificar a una Ladder Match por una oportunidad al Campeonato Femenino de NXT en NXT Take Over: Tampa Bay. En el NXT transmitido el 1 de abril, se enfrentó a Shotzi Blackheart, Kayden Carter, Deonna Purrazzo, Aliyah y a Xia Li en un Gauntlet Match, entrando de última, derrotando a Blackheart y ganó el combate para clasificar a la ladder Match por una oportunidad al NXT Women´s Champioship de Rhea. El 5 de agosto en NXT, Kai derrotó a Ripley ganando una oportunidad por NXT Women´s Champioship de Io Shirai en TakeOver XXX, sin embargo, no logró ganar.
El 20 de enero de 2021 dio inicio el primer Dusty Rhodes Tag Team Classic femenino, y Kai participó en el junto a su compañera Raquel González. Derrotando en la primera ronda a la dupla formada por Aliyah y Jessi Kamea, en las semifinales a Kacy Catanzaro y Kayden Carter, y en la final, en el evento NXT TakeOver: Vengeance Day realizado el 14 de febrero, derrotaron finalmente a Shotzi Blackheart y Ember Moon, convirtiéndose junto a Raquel, en las primeras ganadoras de este torneo y obteniendo así, una oportunidad por los WWE Women's Tag Team Championships. En la edición del 3 de marzo de NXT, Dakota y Raquel tuvieron su combate por los campeonatos frente a las campeonas, Shayna Baszler y Nia Jax, cayendo derrotadas con polémica por la intromisión del supervisor de Raw y SmackDown, Adam Pearce. Esto causó malestar en el gerente general de NXT William Regal, anunciando que tendría un anuncio importante para la semana siguiente. El 10 de marzo, en la correspondiente edición de NXT, Regal reunió a todas las luchadoras de la división femenina de la marca y presentó los nuevos títulos: NXT Women's Tag Team Championships, coronando a Dakota y Raquel como las campeonas inaugurales por haber sido las ganadoras del Torneo de Dusty Rhodes. En plena celebración son interrumpidas y posteriormente retadas a una lucha titular por Shotzi Blackheart y Ember Moon, saliendo derrotadas esa misma noche perdiendo los campeonatos.
El 7 de abril de 2021, en el evento NXT TakeOver: Stand & Deliver, Dakota acompañó a Raquel González en su combate por el campeonato femenino de NXT ante la campeona Io Shirai. Su compañera Raquel triunfó en el combate que fue evento estelar del evento en la noche 1°, ganando así el título y terminando la noche con ambas luchadoras celebrando el logro. Durante los siguientes meses, Dakota fue fiel compañera de Raquel, ayudándola en varias ocasiones a retener su campeonato; Hasta la edición del 27 de julio de NXT, donde Dakota traicione a Raquel atacándola, incitando una breve rivalidad de cara a NXT TakeOver 36, donde se enfrentó a González por el Campeonato Femenino de NXT en un intento fallido.
Kai hizo su regreso después de meses de ausencia en NXT Halloween Havoc, disfrazada de GhostFace atacando a Raquel, quien estaba enfrentando a Mandy Rose en un No Holds Barred match por el Campeonato Femenino de NXT, ayudando indirectamente a Rose. La siguiente semana en NXT, derrotó a Cora Jade, después del combate Kai atacó a su rival. En War Games, junto a Toxic Attraction (Mandy Rose, Gigi Dolin & Jacy Jayne) se enfrentaron a Raquel González, Io Shirai, Kay Lee Ray & Cora Jade en una WarGames Match, en donde cayeron derrotadas.
Kai al inicio del 2022 comenzó a adoptar un nuevo personaje y tras algunas semanas de fricción con Wendy Choo, en el NXT del 22 de febrero se confirmó que ambas conformarían un equipo y participarían en el Dusty Rhodes Tag Team Classic femenino. En el NXT del 1 de marzo, Kai y Choo derrotaron a Indi Hartwell & Persia Pirotta por la primera ronda del torneo y clasificaron a semifinales donde se enfrentarían a las candidatas Raquel González y Cora Jade. En NXT Roadblock, Kai y Choo dieron la sorpresa y derrotaron a las candidatas del torneo Raquel González y Cora Jade clasificando a la final donde enfrentarían a Io Shirai y Kay Lee Ray. En el NXT del 15 de marzo, Kai hizo aparición en backstage, motivando a su compañera Choo para la final del Torneo Femenino Dusty Rhodes de la semana siguiente. El 22 de marzo, en su respectiva edición de NXT, se disputó la final del Dusty Rhodes Tag Team Classic Femenino 2022, en donde Kai y Choo fueron derrotadas por Ray y Shirai. La siguiente semana en NXT, Kai es atacada por Toxic Attraction, quienes habían hecho lo propio con Wendy más temprano, entonces Raquel González salió a rescatarla para unir fuerzas de nuevo en contra del trío.
El 2 de abril, durante la semana WrestleMania, en el evento NXT: Stand & Deliver, Kai y González, con asistencia de Choo, derrotaron a las integrantes de Toxic Attraction, Gigi Dolin y Jacy Jane, consagrándose por segunda vez como las nuevas campeonas femeninas en parejas de NXT, sin embargo, los perdieron en la revancha en la siguiente edición de NXT por una distracción de Rose, esto llevó a esta última y Kai a enfrentarse a una lucha por el Campeonato femenino de la marca la siguiente semana, saliendo derrotada y marcando este cómo su último combate dentro de WWE. El 29 de abril, Crowley fue liberada de su contrato por WWE. Según informes, le había expresado a la compañía que no planeaba renovar su contrato antes de su liberación.

### Regreso a WWE

#### Damage CTRL (2022-2025)
El 30 de julio de 2022, Kai regresó a WWE en SummerSlam junto a  Bayley e Iyo Sky, con las tres siendo aliadas y confrontando a la  campeona Bianca Belair, estableciéndose en la marca Raw como una heel. La noche siguiente, Kai junto con Bayley y Sky atacaron a una ya lesionada Becky Lynch, a Alexa Bliss, y a Asuka. Además, estuvo presente con Bayley en el combate de Sky y Belair, combate que terminaría en descalificación después de que Kai y Bayley comenzaran un altercado con Bliss y Asuka en el ring. El 8 de agosto en Raw, el equipo de Belair aceptó el reto de Bayley para una lucha por equipos para  Clash at the Castle. Esa misma noche, Kai hizo su debut luchistico en la marca, derrotando con Sky a Tamina Snuka y Dana Brooke en la primera ronda del torneo para los vacantes  Women's Tag Team Championship. El 16 de agosto, tuvo su primer combate individual como parte del roster principal, derrotando rápidamente a Brooke. Siete días después, el 22 de agosto, Kai y Sky avanzaron a la final del torneo tras vencer a Bliss y Asuka. Sin embargo, perdieron dicha final en el siguiente Raw frente a  Aliyah y Raquel Rodríguez, antigua compañera de Kai. En Clash at the Castle, Kai, Sky y Bayley, ahora conocidas como Damage Control (estilizado como Damage CTRL), vencieron a Belair, Bliss y Asuka. Kai y Sky recibirían una revancha contra Aliyah y Rodríguez por los campeonatos debido a que en su anterior contienda, Aliyah cubrió a Kai cuando en realidad Sky era la legal en el ring. La revancha ocurriría el 13 de septiembre, donde Control salió triunfando, con Kai consiguiendo la victoria para el equipo al cubrir a Aliyah para capturar los títulos por primera vez. A pesar de ser originalmente parte de la marca Raw, Damage Control hizo apariciones en SmackDown por poseer los campeonatos. En esa marca, tuvieron un corto feudo con Raquel Rodríguez y Shotzi, oponentes a los que se enfrentarían en un combate titular el 21 de octubre, logrando una defensa exitosa. Mientras tanto, en Raw, seguirían su rivalidad con Bianca, Alexa y Asuka. El 31 de octubre, serían estas dos últimas quienes les arrebatarían los títulos, aunque los recuperarían menos de una semana después, el 5 de noviembre en  Crown Jewel, gracias a una interferencia de Nikki Cross. El feudo entre ambos equipos culminaría finalmente en Survivor Series WarGames, con Damage Control, Cross y Rhea Ripley cayendo vencidas ante Belair, Bliss, Asuka, Mia Yim y Becky Lynch, quien había regresado de su lesión.
Como parte del Draft 2023, Damage CTRL fue trasladado a la marca SmackDown. El 21 de mayo, se informó que Kai se encontraba lidiando con una lesión, misma que había sufrido el día 12 del mismo mes. Un día después se dio a conocer que se trataba de una lesión del ligamento cruzado anterior, por la que se sometería a una cirugía para poder repararlo. En SummerSlam, Kai hizo una aparición sorpresa para celebrar la victoria de Sky como ganadora del Campeonato Femenino de WWE. Posteriormente, tomó una posición televisada como mánager acompañante para Damage CTRL, mientras sanaba los problemas de su lesión. En el episodio del 9 de febrero de Smackdown, Kai salvó a Bayley de un ataque de Damage CTRL. Luego de esto, fingió ser su aliada, hasta que en el episodio del 1 de marzo de Smackdown, volvió a ser competidora activa y la traicionó durante una lucha entre equipos contra The Kabuki Warriors, en la que la atacó y se reunió con Damage CTRL. El 6 de abril en la primera noche de WrestleMania XL, hizo equipo con sus compañeras de Damage CTRL, Asuka y Kairi Sane, para enfrentarse en una lucha por equipos de tres contra tres contra Bianca Belair, Jade Cargill, y Naomi, en la cual fueron derrotadas.
En el episodio del 29 de abril de 2024 de Raw, durante la segunda noche del Draft de WWE, ella y sus compañeras de Damage CTRL, Asuka, Kairi e Iyo, fueron trasladadas a la antedicha marca. En el episodio del 6 de mayo de Raw, reemplazó a Asuka en la ronda clasificatoria del torneo Queen of the Ring, enfrentándose a Lyra Valkyria y saliendo derrotada.
El 2 de mayo, Kai fue liberada una vez más de su contrato con la WWE, poniendo fin a su paso de 3 años en la empresa.

## Otros medios
En septiembre de 2009, Cheree protagonizó el video musical de "Sweet December" de la banda neozelandesa These Four Walls. En abril de 2013, 20/20 emitió una historia que siguió a Cheree en su conducción hasta su primera gira en los Estados Unidos. También ese verano, ella fue similarmente perfilada en el programa deportivo de la televisión de Māori Códe.
En 2018 comenzó a tener apariciones en videojuegos, debutando en el videojuego WWE 2K19 como DLC, y aparece como personaje jugable en WWE 2K20. También aparece en el videojuego para móviles WWE SuperCard en las temporadas 5 y 6 respectivamente. Ella sería parte del elenco de personajes jugables en el WWE 2K21 pero el juego fue cancelado. En el videojuego WWE 2K22 forma parte de personajes jugables de NXT.
Actualmente durante su tiempo libre realiza streams en Twitch bajó el nombre de «Charliegirl» y es una youtuber ocasional.

## Campeonatos y logros
- Pro Wrestling Women's Alliance
  - PWWA Interim Title Tournament[48]
  - PWWA Championship (1 vez)

- Impact Pro Wrestling
  - IPW Women's Championship (3 veces)[49]

- Shimmer Women Athletes
  - Shimmer Tag Team Championship (1 vez) — con Heidi Lovelace[50]

- World Wonder Ring Stardom
  - Artist of Stardom Championship (1 vez) — con Hiroyo Matsumoto y Kellie Skater[10]

- WWE
  - WWE Women's Tag Team Championship (2 veces) — con Iyo Sky
  - NXT Women's Tag Team Championship (2 veces, inaugural) — con Raquel González
  - Dusty Rhodes Women's Tag Team Classic (Primera ganadora) — con Raquel González
  - NXT Year–End Award (1 vez)
    - Futura estrella de NXT (2019)

- Pro Wrestling Illustrated
  - Situada en el N°26 en el PWI Female 50 en 2016
  - Situada en el N°30 en el PWI Female 100 en 2018
  - Situada en el Nº24 en el PWI Female 100 en 2020
  - Situada en el Nº48 en el PWI Female 150 en 2021